# Famille de Montboissier
La famille de Montboissier , était une famille de noblesse chevaleresque originaire d'Auvergne, éteinte en 1910.

## Histoire
Henri Jougla de Morenas écrit que La filiation de cette famille « n'est littéralement prouvée que depuis Louis de Montboissier, vivant au milieu du XIVe siècle, allié à Marthe de la Roche, et père de Pierre, chevalier, seigneur d'Aubusson, décédé vers 1438 ». Toutefois deux auteurs font remonter sa lignée à Hugues-Maurice, surnommé le décousu, seigneur de Montboissier, vivant en 986,.
Elle est reçue 11 fois aux honneurs de la Cour de 1750 à 1790.
La famille est éteinte en 1910.

## Filiation
Henri Jougla de Morenas donne la filiation prouvée suivante dans le Grand Armorial de France (1948) :
- Louis de Montboissier, vivant au milieu du XIVe siècle, marié à Marthe de la Roche, dont :
  - Pierre de Montboissier, chevalier, seigneur d'Aubusson, mort vers 1438, marié à Jeanne de Chastillon, dont :
    - Jean de Montboissier, chevalier, seigneur d'Aubusson, marié en secondes noces, en 1459 à Isabeau de Beaufort, dont :
      - N de Montboissier, marié à N. dont :
        - Jacques, baron de Montboissier, héritier en 1511 de Jean de Beaufort (cf. Beaufort), marquis de Canillac, comte d'Alais, marié en 1513 à Françoise de Chabannes, puis en 1526 Charlotte de Vienne dont :
          - (du premier mariage) Marc de Montboissier, marquis de Canillac, baron des États de Languedoc, chevalier de l'Ordre du roi, auteur de la branche des marquis de Canillac, éteinte avec Philippe de Montboissier, marquis de Canillac, comte de Saint-Cirgues. (1668-1725).
          - (du 2e mariage) Jean de Montboissier, chevalier, seigneur de la Motte-Canillac, marié en 1562 à Jeanne de Maulmont, dont :
            - François de Montboissier, auteur du rameau des seigneurs de Martres et de Chadieu, éteint.
            - Henri, de Montboissier seigneur du Pont du Château, décédé en 1622, marié en 1599 à Perronnelle de Cébazat, dont :
              - Claude de Montboissier, dit le comte de Lignac, qui forma un rameau éteint avec son petit-fils, Gabriel de Montboissier dit le comte de Beaufort, mort en 1742, sans postérité de Marie de Cisternes.
              - Guillaume de Montboissier, baron du Pont du Château, colonel du régiment de Canillac cavalerie, lieutenant général des armées du roi en 1648, marié à N, dont :
                - Guillaume de Montboissier, sénéchal de Clermont, marié en 1650 à Michelle Ribeyre, dont :
                  - Guillaume de Montboissier (1653-1721), marié à N. dont :
                    - Michel de Montboissier, dit le marquis du Pont du Château, (1687-1760), sans postérité de Marie Ferrand.

                  - Jean de Montboissier, dit le comte de Canillac (1661-1729), conseiller d'État, gouverneur d'Amiens, chevalier des ordres du roi en 1725, sans postérité.

            - Jean-Claude de Montboissier (premier fils de Jean et de Jeanne de Maulmont), conseiller d'État, vicomte de la Motte Canillac, lieutenant général en Basse-Auvergne, chevalier de l'Ordre du roi, marié en 1592 à Gabrielle de Dienne dont :
              - Gilbert de Montboissier, marié en 1618 à Claude d'Alègre, auteur d'une branche éteinte avec Pierre, marquis de Montboissier-Beaufort-Canillac (1847-1910) sans postérité de son mariage en 1869 avec Hélène princesse de Beauvau-Craon et en deuxièmes noces avec Yvonne de Contades.
              - Philippe de Montboissier, dit le comte de Dienne, auteur d'une branche éteinte avec Charles-Philippe de Montboissier (1750-1802), maréchal des camps et armées du roi, chevalier de Saint-Louis, député de la noblesse de Chartres aux États Généraux de 1789, marié en 1775 à Pauline de Lamoignon de Malesherbes, dont il eut plusieurs filles.

## Personnalités
Ces personnalités ne sont pas toutes rattachées à la filiation prouvée qui ne débute qu'au XIVe siècle.
- Hugues Ier le Décousu (vers 910), fondateur de l'abbaye Saint-Michel-de-la-Cluse;
- Pierre le Vénérable (Pierre de Montboissier) (1092-1156), abbé de Cluny, petit-fils du précédent ;
- Héracle de Montboissier (vers 1102 - vers 1163), archevêque de Lyon.
- cinq chanoines et chanoines-comtes de Saint-Jean de Lyon, entre les XIIe et XVIIIe siècles[5].
- Marc de Montboissier, baron des États de Languedoc, chevalier de l'ordre du roi[réf. nécessaire]
- Guillaume de Montboissier, colonel du régiment de Canillac cavalerie, lieutenant général des armées du roi en 1648[réf. nécessaire]
- Jean de Montboissier, dit comte de Canillac (1661-1729), conseiller d'État, gouverneur d'Amiens, chevalier des ordres du roi en 1725[réf. nécessaire]
- Jean-Claude de Montboissier, conseiller d'État, lieutenant général en Basse-Auvergne, chevalier de l'ordre du roi[réf. nécessaire]
- Charles-Philippe de Montboissier (1750-1802), maréchal des camps et armées du roi, chevalier de Saint-Louis, député de la noblesse de Chartres aux États Généraux de 1789[réf. nécessaire]

## Armes
Les armes de la famille se blasonnent ainsi D’or, semé de croisettes de sable, au lion de même brochant.

## Possessions
- Château de Montboissier (Eure-et-Loir).
- Donjon à Saint-Urcizes (rasé).

## Postérité
Il subsiste quatre bornes de justice aux armes de la famille de Montboissier sur le territoire de la commune de Noirétable. Elles sont inscrites à l’inventaire supplémentaire des Monuments historiques depuis le 29 décembre 1949. Elles ont été érigées peu après 1331, lorsque le comte de Forez, Jean II achète le 8 septembre le Bois Saint-Jean, et que les Montboissier, propriétaires de la forêt d’Aubusson, ont jugé prudent de borner leur bois face au comte de Forez, leur nouveau voisin.